# Discografia dei Nightwish
È di seguito presentata la discografia dei Nightwish dagli esordi fino ad ora.

## Demo
- 1996 - Nightwish[2]

## Album in studio
| Anno | Titolo                       | Posizioni massime | Posizioni massime | Posizioni massime | Posizioni massime | Posizioni massime | Posizioni massime | Posizioni massime | Posizioni massime | Posizioni massime | Posizioni massime | Certificazioni | Vendite |
| Anno | Titolo                       | US                | AUS               | CAN               | FRA               | GER               | IRE               | ITA               | NL                | SWI               | UK                | Certificazioni | Vendite |
| ---- | ---------------------------- | ----------------- | ----------------- | ----------------- | ----------------- | ----------------- | ----------------- | ----------------- | ----------------- | ----------------- | ----------------- | -------------- | ------- |
| 1997 | Angels Fall First            |                   |                   |                   |                   |                   |                   |                   |                   |                   |                   |                |         |
| 1998 | Oceanborn                    |                   |                   |                   |                   |                   |                   |                   |                   |                   |                   |                |         |
| 2000 | Wishmaster                   |                   |                   |                   |                   |                   |                   |                   |                   |                   |                   |                |         |
| 2002 | Century Child                |                   |                   |                   |                   |                   |                   |                   |                   |                   |                   |                |         |
| 2004 | Once                         |                   |                   |                   |                   |                   |                   |                   |                   |                   |                   |                |         |
| 2007 | Dark Passion Play            |                   |                   |                   |                   |                   |                   |                   |                   |                   |                   |                |         |
| 2011 | Imaginaerum                  |                   |                   |                   |                   |                   |                   |                   |                   |                   |                   |                |         |
| 2015 | Endless Forms Most Beautiful |                   |                   |                   |                   |                   |                   |                   |                   |                   |                   |                |         |
| 2020 | HUMAN. :ll: NATURE.          |                   |                   |                   |                   |                   |                   |                   |                   |                   |                   |                |         |
| 2024 | Yesterwynde                  |                   |                   |                   |                   |                   |                   |                   |                   |                   |                   |                |         |

## EP
| Anno | Dettagli                       | Posizioni massime | Posizioni massime | Posizioni massime | Posizioni massime | Posizioni massime | Posizioni massime | Posizioni massime | Posizioni massime | Posizioni massime | Posizioni massime | Certificazioni | Vendite |
| Anno | Dettagli                       | US                | AUS               | CAN               | FRA               | GER               | IRE               | ITA               | NL                | SWI               | UK                | Certificazioni | Vendite |
| ---- | ------------------------------ | ----------------- | ----------------- | ----------------- | ----------------- | ----------------- | ----------------- | ----------------- | ----------------- | ----------------- | ----------------- | -------------- | ------- |
| 2001 | Over the Hills and Far Away    |                   |                   |                   |                   |                   |                   |                   |                   |                   |                   |                |         |
| 2004 | Wish I had A Angel             |                   |                   |                   |                   |                   |                   |                   |                   |                   |                   |                |         |
| 2005 | The Siren                      |                   |                   |                   |                   |                   |                   |                   |                   |                   |                   |                |         |
| 2007 | Amaranth                       |                   |                   |                   |                   |                   |                   |                   |                   |                   |                   |                |         |
| 2008 | The Islander                   |                   |                   |                   |                   |                   |                   |                   |                   |                   |                   |                |         |
| 2012 | The Crow, the owl and the dove |                   |                   |                   |                   |                   |                   |                   |                   |                   |                   |                |         |

## Album dal vivo
| Anno | Titolo                                          | Posizioni massime | Posizioni massime | Posizioni massime | Posizioni massime | Posizioni massime | Posizioni massime | Posizioni massime | Posizioni massime | Posizioni massime | Posizioni massime | Certificazioni | Vendite |
| Anno | Titolo                                          | US                | AUS               | CAN               | FRA               | GER               | IRE               | ITA               | NL                | SWI               | UK                | Certificazioni | Vendite |
| ---- | ----------------------------------------------- | ----------------- | ----------------- | ----------------- | ----------------- | ----------------- | ----------------- | ----------------- | ----------------- | ----------------- | ----------------- | -------------- | ------- |
| 2001 | From Wishes to Eternity                         |                   |                   |                   |                   |                   |                   |                   |                   |                   |                   |                |         |
| 2006 | End of an Era                                   |                   |                   |                   |                   |                   |                   |                   |                   |                   |                   |                |         |
| 2009 | Made in Hong Kong (and in Various Other Places) |                   |                   |                   |                   |                   |                   |                   |                   |                   |                   |                |         |
| 2013 | Imaginaerum                                     |                   |                   |                   |                   |                   |                   |                   |                   |                   |                   |                |         |
| 2013 | Showtime, Storytime                             |                   |                   |                   |                   |                   |                   |                   |                   |                   |                   |                |         |
| 2016 | Vehicle of spirit                               |                   |                   |                   |                   |                   |                   |                   |                   |                   |                   |                |         |
| 2019 | Decades: Live in Buenos Aires                   |                   |                   |                   |                   |                   |                   |                   |                   |                   |                   |                |         |

## Singoli
| Anno | Titolo                                     | Posizioni massime | Posizioni massime | Posizioni massime | Posizioni massime | Posizioni massime | Posizioni massime | Posizioni massime | Posizioni massime | Posizioni massime | Posizioni massime | Certificazioni | Vendite | Album                                 |
| Anno | Titolo                                     | US                | AUS               | CAN               | FRA               | GER               | IRE               | ITA               | NL                | SWI               | UK                | Certificazioni | Vendite | Album                                 |
| ---- | ------------------------------------------ | ----------------- | ----------------- | ----------------- | ----------------- | ----------------- | ----------------- | ----------------- | ----------------- | ----------------- | ----------------- | -------------- | ------- | ------------------------------------- |
| 1997 | The Carpenter                              |                   |                   |                   |                   |                   |                   |                   |                   |                   |                   |                |         | Angels Fall First                     |
| 1998 | Sacrament of Wilderness                    |                   |                   |                   |                   |                   |                   |                   |                   |                   |                   |                |         | Oceanborn                             |
| 1998 | Passion and the Opera                      |                   |                   |                   |                   |                   |                   |                   |                   |                   |                   |                |         | Oceanborn                             |
| 1999 | Walking in the Air                         |                   |                   |                   |                   |                   |                   |                   |                   |                   |                   |                |         | Oceanborn                             |
| 1999 | Sleeping Sun (Four Ballads of the Eclipse) |                   |                   |                   |                   |                   |                   |                   |                   |                   |                   |                |         | Oceanborn                             |
| 2000 | The Kinslayer                              |                   |                   |                   |                   |                   |                   |                   |                   |                   |                   |                |         | Wishmaster                            |
| 2000 | Deep Silent Complete                       |                   |                   |                   |                   |                   |                   |                   |                   |                   |                   |                |         | Wishmaster                            |
| 2002 | Ever Dream                                 |                   |                   |                   |                   |                   |                   |                   |                   |                   |                   |                |         | Century Child                         |
| 2002 | Bless The Child                            |                   |                   |                   |                   |                   |                   |                   |                   |                   |                   |                |         | Century Child                         |
| 2004 | Nemo                                       |                   |                   |                   |                   |                   |                   |                   |                   |                   |                   |                |         | Once                                  |
| 2004 | Wish I Had an Angel                        |                   |                   |                   |                   |                   |                   |                   |                   |                   |                   |                |         | Once                                  |
| 2004 | Kuolema tekee taiteilijan                  |                   |                   |                   |                   |                   |                   |                   |                   |                   |                   |                |         | Once                                  |
| 2005 | The Siren                                  |                   |                   |                   |                   |                   |                   |                   |                   |                   |                   |                |         | Once                                  |
| 2005 | Sleeping Sun (2005 version)                |                   |                   |                   |                   |                   |                   |                   |                   |                   |                   |                |         | Highest Hopes - The Best of Nightwish |
| 2007 | Eva                                        |                   |                   |                   |                   |                   |                   |                   |                   |                   |                   |                |         | Dark Passion Play                     |
| 2007 | Amaranth                                   |                   |                   |                   |                   |                   |                   |                   |                   |                   |                   |                |         | Dark Passion Play                     |
| 2007 | Erämaan viimeinen                          |                   |                   |                   |                   |                   |                   |                   |                   |                   |                   |                |         | Dark Passion Play                     |
| 2008 | Bye Bye Beautiful                          |                   |                   |                   |                   |                   |                   |                   |                   |                   |                   |                |         | Dark Passion Play                     |
| 2008 | The Islander                               |                   |                   |                   |                   |                   |                   |                   |                   |                   |                   |                |         | Dark Passion Play                     |
| 2011 | Storytime                                  |                   |                   |                   |                   |                   |                   |                   |                   |                   |                   |                |         | Imaginaerum                           |
| 2012 | The Crow, the Owl and the Dove             |                   |                   |                   |                   |                   |                   |                   |                   |                   |                   |                |         | Imaginaerum                           |
| 2015 | Élan                                       |                   |                   |                   |                   |                   |                   |                   |                   |                   |                   |                |         | Endless Forms Most Beautiful          |
| 2015 | Endless Forms Most Beautiful               |                   |                   |                   |                   |                   |                   |                   |                   |                   |                   |                |         | Endless Forms Most Beautiful          |

## Compilation
| Anno | Titolo                                | Posizioni massime | Posizioni massime | Posizioni massime | Posizioni massime | Posizioni massime | Posizioni massime | Posizioni massime | Posizioni massime | Posizioni massime | Posizioni massime | Certificazioni | Vendite |
| Anno | Titolo                                | US                | AUS               | CAN               | FRA               | GER               | IRE               | ITA               | NL                | SWI               | UK                | Certificazioni | Vendite |
| ---- | ------------------------------------- | ----------------- | ----------------- | ----------------- | ----------------- | ----------------- | ----------------- | ----------------- | ----------------- | ----------------- | ----------------- | -------------- | ------- |
| 2004 | Tales from the Elvenpath              |                   |                   |                   |                   |                   |                   |                   |                   |                   |                   |                |         |
| 2005 | Bestwishes                            |                   |                   |                   |                   |                   |                   |                   |                   |                   |                   |                |         |
| 2005 | Highest Hopes - The Best of Nightwish |                   |                   |                   |                   |                   |                   |                   |                   |                   |                   |                |         |
| 2008 | The Sound of Nightwish Reborn         |                   |                   |                   |                   |                   |                   |                   |                   |                   |                   |                |         |
| 2018 | Decades                               |                   |                   |                   |                   |                   |                   |                   |                   |                   |                   |                |         |

## Album video
| Anno | Titolo                                          | Posizioni massime | Posizioni massime | Posizioni massime | Posizioni massime | Posizioni massime | Posizioni massime | Posizioni massime | Posizioni massime | Posizioni massime | Posizioni massime | Certificazioni | Vendite |
| Anno | Titolo                                          | US                | AUS               | CAN               | FRA               | GER               | IRE               | ITA               | NL                | SWI               | UK                | Certificazioni | Vendite |
| ---- | ----------------------------------------------- | ----------------- | ----------------- | ----------------- | ----------------- | ----------------- | ----------------- | ----------------- | ----------------- | ----------------- | ----------------- | -------------- | ------- |
| 2001 | From Wishes to Eternity                         |                   |                   |                   |                   |                   |                   |                   |                   |                   |                   |                |         |
| 2003 | End of Innocence                                |                   |                   |                   |                   |                   |                   |                   |                   |                   |                   |                |         |
| 2006 | End of an Era                                   |                   |                   |                   |                   |                   |                   |                   |                   |                   |                   |                |         |
| 2009 | Made in Hong Kong (And in Various Other Places) |                   |                   |                   |                   |                   |                   |                   |                   |                   |                   |                |         |

## Video musicali
| Anno | Titolo                      | Video  | Note                      |
| ---- | --------------------------- | ------ | ------------------------- |
| 1997 | The Carpenter               |        |                           |
| 1998 | Sacrament of Wilderness     |        |                           |
| 1999 | Sleeping Sun                |        |                           |
| 2001 | Over the Hills and Far Away |        |                           |
| 2002 | Bless the Child             |        |                           |
| 2002 | End of All Hope             |        |                           |
| 2004 | Nemo                        |        |                           |
| 2004 | Wish I Had an Angel         |        |                           |
| 2005 | The Siren                   |        | Il video è stato ritirato |
| 2005 | Sleeping Sun (2005 Version) |        |                           |
| 2007 | Amaranth                    | [ 12 ] |                           |
| 2007 | Bye Bye Beautiful           | [ 13 ] |                           |
| 2008 | The Islander                | [ 14 ] |                           |
| 2011 | Storytime                   | [ 15 ] |                           |
| 2015 | Élan                        | [ 16 ] |                           |
| 2020 | Noise                       |        |                           |

## Tributi
- 2009 - Hilma ja Onni di Jaakko Teppo contenuto nell'album tributo Pörsänmäen Sanomat[17]